# محمد علوان (ممثل)
محمد علوان (بالإنجليزية: Mohamed Elwan) ممثل وإذاعي مصري، من مواليد 12 أبريل 1924، حصل على دبلوم التمثيل من المعهد العالى للتمثيل وعين أستاذًا به، كما عمل مخرجًا إذاعي ومستشارًا عامًا في إذاعة الشرق الاوسط، ومراقبة الدراما في إذاعة صوت العرب. اكتشفته المنتجة المصرية اللبنانية الأصل آسيا داغر للعمل بالسينما  وكان ظهوره الأول عام 1942 في فيلم (المتهمة) للمخرج هنرى بركات، كما عمل مساعدًا للإخراج مع بركات. عمل ممثلًا في الإذاعة في عام 1945، ثم تولى إخراج عدة مسلسلات إذاعية منها: (في بيتنا رجل، شيء في صدري، حياتي، شئ من العذاب، نادية، جفت الدموع، الحب الضائع، أيام معه، أنف وثلاث عيون، نحن لا نزرع الشوك، صابرين، أرجوك لا تفهمني بسرعة). تزوج محمد علوان من آمال فهمي المذيعة الإذاعية الشهيرة وصاحبة برنامج «على الناصية» ولم تنجب، وقالت آمال فهمي عن زوجها محمد علوان انه استاذها والإنسان الوحيد الذي كانت تقبل منه النقد، وكانت تطيع تعليماته الاذاعية. تم الانفصال بعد 18 عاماً دون ابداء الاسباب.
قدم في أثناء عمله بالإذاعة مجموعة من الأعمال الإذاعية وأيضاً الإخراجية ومنهم: البرنامج الغنائى «الفارس الموعود» (شاركه في التمثيل عواطف الحملاوي - ملك الجمل - عباس فارس، انشاد الشيخ محمد الفيومي، وغناء عصمت عبد العليم وشفيق جلال - تلحين يوسف شوقى - إخراج فايز حلاوة).
الصورة الغنائية «الجيش 20 مليون» (شاركه في التمثيل فرج النحاس - طاهر أبو فاشا - حسين فياض، وغناء محمد الكحلاوي).
الصورة الغنائية «الصيت» (شاركه في التمثيل حمدي غيث - توفيق الدقن - رفيعة الشال - اسكندر منسى - رفيعة الشال - عبد المنعم مدبولي، وغناء هنيات شعبان ومحمد النادي - نظم عبد الفتاح مصطفى، وألحان أحمد صدقى، ومن إخراج السيد بدير).
البرنامج الغنائي «الحاجة زهرة» من إخراج آمال فهمي التي أشتركت بالتمثيل أيضاً ولأول مرة مع ملك الجمل وفؤاد المهندس ولطفى عبد الحميد وغناء فاطمه علي وأحمد عبد القادر ومن نظم إبراهيم رجب علي والحان أحمد عبد القادر.
شارك محمد علوان أيضا في أعمال البرنامج الغنائي «الراعى الاسمر» والبرنامج الغنائى «المهلبية» عام 1956 مع ثريا فخرى وعبد الحميد القلعاوي وعايدة كامل وسامية فهمي وغناء محمود شكوكو وسيد مكاوى وفيفي ماهر ومحمد شوقي، ومن تاليف عبد الفتاح مصطفى والحان كامل أحمد علي وإخراج ديمتري لوقا.
شارك محمد علوان بالتمثيل أيضاً في البرنامج الغنائي «البانى طالع» مع فرج النحاس وصلاح منصور ولطفي عبد الحميد وأحمد راضي وعبد الظاهر ونس وفؤاد فهيم ولطفي الحكيم ومن إنشاد الشيخ يوسف كامل البهتيمى وغناء عبد الحليم حافظ ومديحه عبد الحليم، ومن تأليف إبراهيم رجب على وألحان أحمد صبره وإخراج عثمان أباظة.
الأوبريت الريفي «ليلة المولد» وشاركه التمثيل صلاح منصور ولطفى عبد الحميد.
اوبريت «ياليل ياعين» وشارك بالتمثيل مع فردوس حسن ولطفى عبد الحميد وثريا فخري ومن إخراج عثمان أباظه.
كتب موقع الإذاعة المصرية عن محمد علوان أنه «رائد الدراما الإذاعية».
توفي في 9 أغسطس 1979 عن عمر يناهز 55 عامً.
حصيلة أعماله: إخراج 23 عمل إذاعي – تمثيل 31 عمل بين السينما والإذاعة والمسرح.

## أهم أعماله في السينما
فيلم «اليتيمتين» للمخرج حسن الإمام عام 1948 (قام بدور عباس)
فيلم «أمير الانتقام» للمخرج هنري بركات عام 1950 (قام بدور عبد الجليل شقيق بدران)
فيلم «الأستاذة فاطمة» للمخرج فطين عبد الوهاب عام 1952 (قام بدور «كامل»)
فيلم «ريا وسكينة» للمخرج صلاح أبو سيف عام 1952 (قام بدور المخبر زغلول)
فيلم «الخرساء» للمخرج حسن الإمام عام 1961 (قام بدور عباس)

## وصلات خارجية
- محمد علوان على موقع IMDb (الإنجليزية)
- محمد علوان على موقع الدهليز
- محمد علوان على موقع قاعدة بيانات الأفلام العربية
- محمد علوان على الدهليز
- محمد علوان على كاروهات

https://pulpit.alwatanvoice.com/articles/2011/11/29/244086.html محمد علوان (ممثل)
https://www.alayam.com/Article/alayam-article/403521/Index.html محمد علوان (ممثل)
https://www.alayam.com/Article/alayam-article/403521/Index.html محمد علوان (ممثل)